# Xaniona akashiella
Xaniona akashiella är en insektsart som först beskrevs av Matsumura 1932.  Xaniona akashiella ingår i släktet Xaniona och familjen dvärgstritar. Inga underarter finns listade i Catalogue of Life.